# حق مؤلف
حق مؤلف یکی از انواع مالکیت فکری است که به حقوق مادی و معنوی پدیدآورندگان آثار ادبی و هنری گفته می‌شود.
معادل این حق در نظام حقوق کامن‌لا، حق تکثیر است. اصطلاح حق مؤلف برگرفته از واژهٔ فرانسوی droit d'auteur است و عموماً در کشورهای پیرو نظام حقوقی حقوق مدون، از جمله در قوانین حق مؤلف اتحادیه اروپا) از آن استفاده شده‌است. حقوق مؤلف در جهان به وسیلهٔ کنوانسیون برن برای حمایت از آثار ادبی و هنری و دیگر معاهده‌های مشابه بین‌المللی محافظت می‌شود. مؤلف معنای بسیار گسترده‌ای دارد و شامل آهنگسازان، هنرمندان، مجسمه سازان و معماران نیز می‌شود، به‌طور کلی مؤلف شخصی است که با خلاقیت اثری قابل محافظت پدیدمی‌آورد، البته تعریف دقیق آن در کشورهای مختلف متفاوت است.
حق مؤلف شامل دو بخش متمایز می‌باشد: حقوق مادی اثر و حقوق معنوی پدیدآورنده اثر. حقوق مادی حق مالکیتی است که به لحاظ زمانی محدود است و به وسیلهٔ پدیدآورنده قابل انتقال یا واگذاری به غیر می‌باشد همانند سایر دارایی‌های مادی. محافظت از حقوق معنوی نیز بر اساس این نظر است که اثر خلاقانه به‌صورتی بیان شخصیت پدیدآورنده‌است، بنابراین حقوق معنوی برای پدیدآورنده شخصی می‌باشد و قابل انتقال به غیر نیست مگر به موجب وصیت‌نامه بعد از مرگ پدیدآورنده.

## تفاوت میان حق مؤلف در حقوق مدون و حق تکثیر در کامن‌لا
در نظام‌های قضایی کامن‌لا و حقوق مدون در مورد حقوق پدیدآورنده و سایر طرف‌های ذی‌نفع، تفاوت‌هایی وجود دارد. حق مؤلف و حق تکثیر هردو در قرن ۱۸ میلادی برای پاسخ به مشکلات و مسائل نظیر نابرابری در روابط پدیدآورنده و ناشران (اگر دارایی‌های فکری به رسمیت شناخته نشود) و نیاز به ایجاد منبع درآمد دیگری برای پدیدآورندگان به وجود آمد. در هردو نظام حقوقی انحصاری برای مدت محدودی به پدیدآورنده تعلق می‌گیرد که قابل انتقال به غیر می‌باشد.
یکی از ویژگی‌های ضروری حق مؤلف و بسیاری از قوانین حق تکثیر دیگر این است که اثری که مورد حفاظت قرار می‌گیرد باید اثری خلاقانه باشد.

## قوانین بین‌المللی حق مؤلف

### کنوانسیون برن برای حمایت از آثار ادبی و هنری

کشورهای عضو کنوانسیون برن،

کنوانسیون برن برای حمایت از آثار ادبی و هنری، که معمولاً به نام کنوانسیون برن شناخته می‌شود، یک موافقتنامه بین‌المللی در خصوص حق تکثیر است که اولین بار در شهر برن در سوئیس در سپتامبر سال ۱۸۸۶ (شهریور ۱۲۶۵ شمسی) تصویب شد.
کنوانسیون برن کشورهای امضاکننده را (که در متن کنوانسیون به نام «کشورهای عضو اتحادیه» شناخته شده‌اند) ملزم می‌کند که آثار پدیدآورندگان سایر کشورهای امضاکننده را همچون آثار پدیدآورندگان تبعه خود مورد حمایت کپی‌رایت قرار دهد. این پدیدآورنده کسی است که دارای تابعیت یکی از کشورهای عضو باشد و اگر دارای چنین تابعیتی نیست، اثر خود را برای نخستین بار در یکی از کشورهای عضو اتحادیه منتشر می‌کند یا اقامتگاه وی در یکی از کشورهای عضو اتحادیه‌است.

### موافقتنامه راجع به جنبه‌های مرتبط با تجارت حقوق مالکیت فکری
موافقتنامه راجع به جنبه‌های مرتبط با تجارت حقوق مالکیت فکری یا موافقتنامه تریپس (به انگلیسی: Agreement on Trade-Related Aspects of Intellectual Property Rights) که به اختصار TRIPS شناخته می‌شود. این قرارداد که بندهایی در زمینه حق تکثیر دارد، در پایان دور اروگوئه از موافقتنامه عمومی تعرفه‌ها و تجارت ۱۹۹۴ (به انگلیسی: General Agreement on Tariffs and Trade) مذاکره شد.

## در ایران
ایران از جمله کشورهایی است که تابع نظام حق مؤلف و حقوق مرتبط است. در ایران مجموعه‌ای از قوانین به مقررات مربوط به حقوق مؤلف پرداخته‌اند از جمله قانون حمایت حقوق مؤلفان و مصنفان و هنرمندان مصوب ۱۳۴۸، قانون ترجمه و تکثیر کتب و نشریات و آثار صوتی مصوب ۱۳۵۲، قانون حمایت از حقوق پدیدآورندگان نرم‌افزارهای رایانه‌ای مصوب ۱۳۷۹ و آیین‌نامه اجرایی آن مصوب ۱۳۸۳، قانون ثبت اختراعات، طرحهای صنعتی و علائم تجاری و مواد ۶۲، ۶۳ و ۷۴ قانون تجارت الکترونیکی.
ایران از سال ۲۰۰۱ عضو سازمان جهانی مالکیت فکری است و تا به حال تعدادی از پیمان‌های مربوط به مالکیت فکری را پذیرفته‌است، ایران در سال ۱۳۸۰ به پیمان مادرید برای ثبت بین‌المللی علائم ملحق شد، ایران عضو کنوانسیون برن و هیچ‌یک از کنوانسیون‌های بین‌المللی مربوط به حق تکثیر نیست و در سازمان تجارت جهانی تنها ناظر است و به موافقتنامه تریپس نپیوسته‌است به همین علت آثار پدیدآمده در ایران به وسیلهٔ افراد مقیم ایران در کشورهای دیگر مانند آمریکا محافظت نمی‌شوند.
در سال ۱۳۹۰ پیش‌نویس لایحه جامع حمایت از حقوق مالکیت ادبی و هنری و حقوق مرتبط از سوی وزارت فرهنگ و ارشاد اسلامی به دولت ایران تقدیم شد که در صورت تصویب جایگزین قوانین فعلی حق تکثیر ایران خواهد شد، در این پیش‌نویس، مدت حمایت حقوق پدیدآورندگان از ۳۰ سال به ۵۰ سال افزایش یافته‌است.